# 膠鬲
膠鬲（？—？），商朝纣王的大臣，孟子说他“举于鱼盐之中”，被周文王推荐于纣王。后来，他见商纣王暴虐，在兴周灭商的过程中，为周武王立下功劳。

### 历史记载
《韩非子·喻老》记载：“有玉版，纣令胶鬲索之，文王不予；费仲来求，因予之。是胶鬲贤而费仲无道也。周恶贤者之得志也，故予费仲。”大意是，周国有一块珍贵的玉版，纣王贪心想要，先派胶鬲去拿，周文王不给；又派奸臣费仲去拿，文王给了他。这是因为周文王害怕胶鬲这样的能臣显露出能干之处受到器重，影响自己翦商大业。
《吕氏春秋·慎大览·贵因》记载：“武王至鲔水，殷使胶鬲候周师，武王见之。胶鬲曰：‘西伯将何之？无欺我也！’武王曰：‘不子欺，将之殷也。’胶鬲曰：‘曷至？’武王曰：‘将以甲子至殷郊，子以是报矣！’胶鬲行。天雨，日夜不休，武王疾行不辍。军师皆谏曰：‘卒病，请休之。’武王曰：‘吾已令胶鬲以甲子之期报其主矣，今甲子不至，是令胶鬲不信也。胶鬲不信也，其主必杀之。吾疾行，以救胶鬲之死也。’武王果以甲子至殷郊，殷已先陈矣。至殷，因战，大克之。此武王之义也。”大意是：周武王伐商时，纣王让胶鬲讯问武王进兵意图（按，《水经注·河水五》记载，这件事发生在巩县北“五社津”这个地方），武王诚实地讲述了自己的军事计划：将在甲子日进攻到殷的郊外，与商军决战。但后来天降暴雨，不适合行军。很多军官建议武王暂停进军，带领将士们就地避雨，可武王担心避雨会导致失信，纣王会因此杀害贤臣胶鬲，于是命令将士继续前进，终于在甲子日赶到殷郊与敌军决战。
《吕氏春秋·季冬纪·诚廉》记载：“武王即位，观周德，则王使叔旦就胶鬲于次四内，而与之盟曰：‘加富三等，就官一列。’为三书，同辞，血之以牲，埋一于四内，皆以一归。”大意是：周武王克商即位以后，寻找商国的德臣，体现本国的德政，找到了胶鬲，与他盟誓，要给他加官进禄。盟书一式三份，双方各持一份，另一份埋在地下。

### 文学形象
明代小说《封神演义》中也有膠鬲，在摘星楼跳楼自杀。